# Rouffignac-de-Sigoulès
Rouffignac-de-Sigoulès – miejscowość i gmina we Francji, w regionie Nowa Akwitania, w departamencie Dordogne.
Według danych na rok 1990 gminę zamieszkiwały 282 osoby, a gęstość zaludnienia wynosiła 43 osób/km² (wśród 2290 gmin Akwitanii Rouffignac-de-Sigoulès plasuje się na 898. miejscu pod względem liczby ludności, natomiast pod względem powierzchni na miejscu 1315.).